# Bertha Ignác
Felsőőri Bertha Ignác (Rábahídvég, 1780. július 29. – Rábahídvég, 1847. február 4.) Vas vármegye alispánja, táblabíró, földbirtokos.

## Élete
1780. július 29-én született Rábahídvégen, apja felsőőri Bertha Márton (1755–1786), kányavári és rábahídvégi földbirtokos, anyja Lancsics Klára (1756-1824) volt.
Jogi tanulmányai után Vas vármegye szolgálatába állt: 1810. február 20-tól december 17-ig a vármegye főügyészeként működött, később Zala- és Vas vármegyei táblabíró és földbirtokos lett. 1812. április 18-án Vas vármegyében igazolta nemességét. 1832-től Vas vármegye másodalispánjává választották meg, majd 1835. április 30-án első alispán lett, amit 1838-ig töltötte be.
Ignác felmenői építették a Rábahídvégen található Seebach-kastélyt, amit ő örökölt meg tőlük, s ami Chernel, végül a Seebach családé lett. Másik, Bertha-kastély nevű rezidenciáját fia, Bertha Antal örökölte meg halálakor, aki továbbadta szintén a fiának, Bertha Györgynek.
1847. február 4-én hunyt el Rábahídvégen, az Honderü című újságban tettek közzé róla gyászjelentést.

## Családja
1806. április 29-én feleségül vette Söjtörön lovászi és szentmargitai Sümeghy Juditot (Söjtör, 1792. július 14. – Tömörd, 1880. október 23.), akinek a szülei Sümeghy József és lovászi Jagasics Julianna (1775–1804) voltak. Házasságukból összesen tizenegy gyermek született.
- Bertha Márton
  - Bertha Márton
    - Bertha István (Felsőőr, 1650 – Völcsej, 1720) – Czupi Zsuzsanna
      - Bertha György (Völcsej, 1692 – Rábahídvég, ?) – kisbarnaki Farkas Katalin
        - Bertha Imre (Rábahídvég, 1723 – Rábahídvég, 1769) – Szily Katalin (1730 – Rábahídvég, 1767)
          - Bertha Márton (Rábahídvég, 1755 – Rábahídvég, 1786) – Lancsics Klára (Egyházasszecsőd, 1756 – Rábahídvég, 1824)
            - Bertha Ignác (Rábahídvég, 1780 – Rábahídvég, 1847) vasi alispán – lovászi és szentmargithai Sümeghy Judit (Söjtör, 1792 – Tömörd, 1880)
              - Bertha Antal (Rábahídvég, 1808 – Rábahídvég, 1874) vasi főjegyző – Bezerédy Anna Mária Ludovika (Veszprém, 1810 – Rábahídvég, 1872)
                - Bertha Amália (Szombathely, 1839 – Uraiújfalu, 1928) – Okolicsányi Dénes (Rum, 1836 – Uraiújfalu, 1926) vasi törvényhatósági bizottsági tag
                - Bertha György (Rábahídvég, 1841 – Rábahídvég, 1905) főszolgabíró – farkasfalvi Farkas Gizella (Sárosd, 1838 – Rábahídvég, 1912)

              - Bertha Mária (Rábahídvég, 1810 – Gór, 1890) – guári és felsőszelestei Guáry Károly (1802–1864) táblabíró, birtokos
              - Bertha Sándor (Rábahídvég, 1812 – Bécs, 1832) királyi testőr
              - Bertha Julianna (Rábahídvég, 1817 – Táplánszentkereszt, 1873) – dukai és szentgyörgyvölgyi Széll József (Bucsu, 1801 – Szombathely, 1871) vasi főispán
                - dukai és szentgyörgyvölgyi Széll Kálmán (Gasztony, 1843 – Rátót, 1915) miniszterelnök

              - Bertha Mária (Rábahídvég, 1820 – Tömörd, 1893) – chernelházi Chernel Ferdinánd (1815–1891) alispán, táblabíró

Felesége rokonai
- Apai nagyszülők: Sümeghy Ferenc (1723-c.1766) táblabíró, földbirtokos[11] - pókafalvi Póka Marianna (1728-1797)
- Anyai nagyszülők: lovászi Jagasics András Zala vármegyei alispán, táblabíró, földbirtokos - rábabogyószlói Vajda Sára (1735–1805)
- Testvérei: lovászi és szentmargitai Sümeghy Ferenc (1819–1869) Zala vármegyei jogász, Kerkapoly Mór jogász
- Nagynénje: lovászi és szentmargithai Sümeghy Judit (1754-1820) - boldogfai Farkas János, Zala vármegyei ítélőszék elnöke

## Galéria

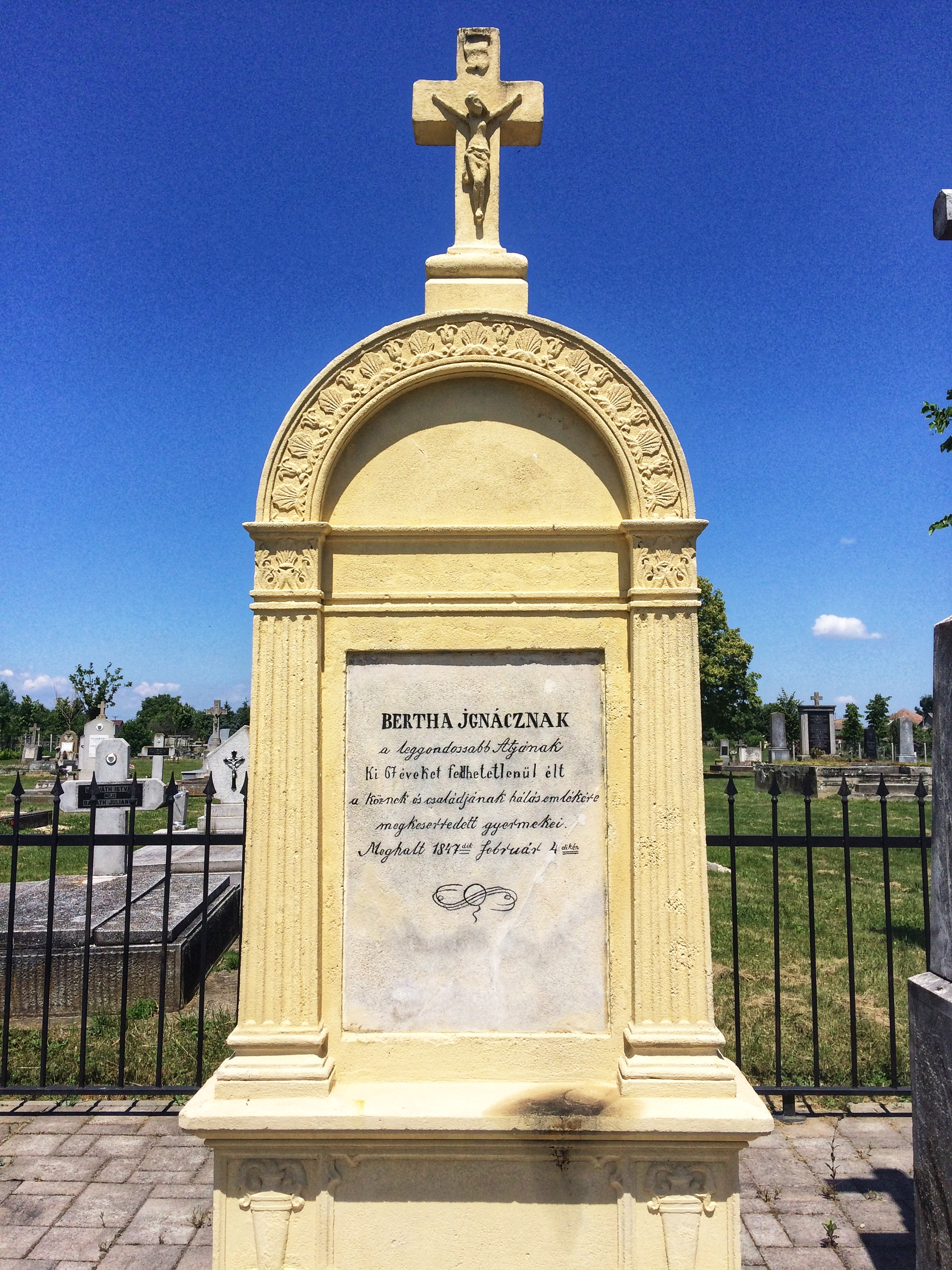
Sírhelye a rábahídvégi temetőben
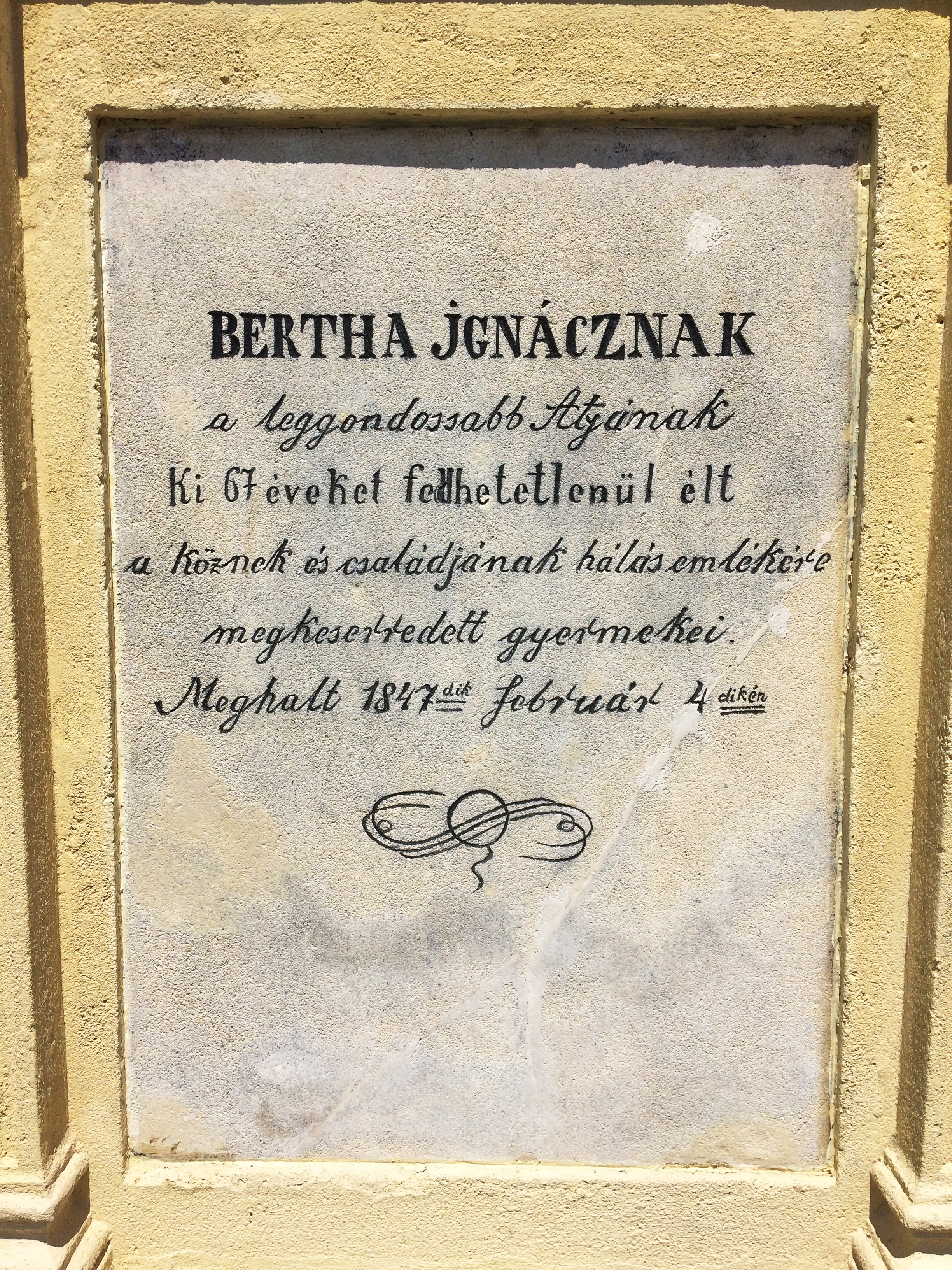
Sírhelyének felirata